# Конвой № 1122
Конвой № 1122 — невеликий японський конвой часів Другої світової війни, проведення якого відбувалось у січні 1944 року.
Місцем призначення конвою був Рабаул — головна база в архіпелазі Бісмарка, з якої японці вже два роки провадили операції на Соломонових островах та сході Нової Гвінеї. Вихідним пунктом при цьому став атол Трук (нині Чуук) у східній частині Каролінських островів, який до лютого 1944 року виконував роль транспортного хабу, через який ішло постачання японських сил у кількох архіпелагах (ще до війни на Труку створили потужну базу ВМФ). До складу конвою № 1122 увійшли транспорти «Джузан-Мару» (Juzan Maru) та «Мацутан-Мару», які охороняли одразу есмінці «Тачікадзе» та «Оіте».
Опівдні 22 січня 1944 року кораблі вийшли з Труку та попрямували на південь, при цьому 24 січня «Оіте» попрямував назад (є інформація, що надалі певну участь в охороні конвою відіграв ще один есмінець «Акікадзе»).
Хоча в цей період японське угруповання в архіпелазі Бісмарка перебувало на межі виснаження, а його комунікації — під активним впливом підводних човнів та авіації, проте проходження конвою № 1122 відбулося без інцидентів, і у другій половині 28 січня він прибув до Рабаула.